# Dominique Lacout
 (décembre 2015).
Si vous disposez d'ouvrages ou d'articles de référence ou si vous connaissez des sites web de qualité traitant du thème abordé ici, merci de compléter l'article en donnant les références utiles à sa vérifiabilité et en les liant à la section « Notes et références ».
Dominique Lacout, né le 25 août 1949 à Saint-André-de-l'Eure (Eure), est un écrivain français adepte du sybaritisme.

## Biographie
Dominique Lacout fut professeur de philosophie et enseigna la psychopédagogie et l'anthropologie sociale en école normale. Après avoir passé l'agrégation, il a également préparé une thèse de doctorat d'État sur La Singularité avec pour directeur Gilles Deleuze, et écrit diverses biographies consacrées à des écrivains comme E. E. Cummings, Henry Miller, Louis-Ferdinand Céline, Jean-Edern Hallier, Guy Hocquenghem, Paul Léautaud, à des philosophes comme Theodor Adorno, Walter Benjamin ou Cioran à des chanteurs comme Francis Lalanne, Bernard Lavilliers, Rachid Taha, à Michel Simon dont il fut un proche durant les six dernières années de la vie de l'acteur, à celui qu'il appelle son "petit pote" et qu'il considérait comme son frère, Jean-Marc Reiser, et surtout, celui qui fut son ami pendant vingt-cinq ans, Léo Ferré. Il a également publié plusieurs ouvrages sur la cuisine, les produits du terroir, les vins naturels, ainsi que mai 68 dont il fut un des acteurs au sein du mouvement libertaire, collaborant à plusieurs publications, notamment Le Monde libertaire, la revue littéraire d'expression anarchiste La Rue, Action, La Chouette de Mai, Marge. Il a également collaboré ponctuellement à Charlie Hebdo grâce à son ami Jean-Marc Reiser, ainsi qu'au magazine Actuel dirigé par Jean-François Bizot.
Qualifié d'« humaniste de la goinfrerie » par Léo Ferré, il a créé l'Académie des Treize (dont les membres furent surnommés Les Impitoyables), le club des Un-des-Cents et le club des Désaltère Ego dont il est l'unique membre, en hommage aux buveurs solitaires. Lui-même se définit comme un « gastrosophe libertaire et cul-terreux » qui ne conçoit « d'autre politique que celle du jardinier amoureux des ravissements qu'il se ménage à longueur de saisons » (Raoul Vaneigem, Le Livre des plaisirs). Il est membre de Mensa France et de Triple Nine Society.
« Je me définirais volontiers comme un sybarite, un libertaire libertin qui recherche le plaisir raffiné, l’élégance truculente, le franc appétit, la jovialité, l’allégresse, l’ouverture à l’autre, la joie de la différence et de la découverte. » (Journal d'un hyperphrème, in QI 161.)

## Œuvres
- Panchali, poèmes, La Rue, 1968.
- Le Bloc-Notes de François Réacmou, La Rue, 1968.
- De la misère en milieu lycéen (ouvrage collectif des Comités d'Action Lycéens), Passer Outre/Maspéro, 1969.
- La Vie rêvée d'E.E. Cummings. Mélancolie poétique, La Rue, 1969.
- Rapport contre la normalité (collectif), Champ libre, 1971.
- Denis Godefroy, un peintre à la poursuite du vent (collectif), L'Estuaire, Honfleur, 1972.
- Henry Miller : désir et vie, Paris VIII-Vincennes, maîtrise de philosophie sous la direction de Gilles Deleuze, 1973.
- Contribution à Fascisme et Dictature, de Nicos Poulantzas, Maspéro, 1974.
- La Singularité, présenté par Gilles Deleuze, thèse de Doctorat d'État, Paris VIII-Vincennes, 1978.
- Léo Ferré, Amour-Anarchie, Ergo Press, 1989
- Léo Ferré, préface de Léo Ferré, Sévigny, 1991.
- Francis Lalanne, éditions du Rocher, 1993.
- Léo Ferré, la chanson du Bien-Aimé (avec Didier Barbelivien), éditions du Rocher, 1993.
- Le Bêtisier sous François Mitterrand, (illustré par Gégé, pseudonyme du peintre Gérard Gouvrant), éditions du Rocher, 1994.
- Le Bêtisier des présidentiables, (illustré par Gégé), éditions du Rocher, 1995.
- Le Grand Bêtisier des Stars, (illustré par Morschoisne), Hors Collection, 1996.
- Jean-Edern Hallier, le dernier des Mohicans, Michel Lafon, 1996 (réédition revue et augmentée en 1997).
- Bernard Lavilliers, itinéraire d'un aventurier, éditions du Rocher, 1998.
- Mai 68, le Journal, photos de Gilles Caron, Calmann-Lévy, 1998[5],[6].
- Produits et vins du terroir, les adresses, éditions Grancher, 2000.
- Le Livre noir de la cuisine, Jean-Paul Rocher éditeur, 2001[3], Prix du Livre des Gastronomades d'Angoulême.
- Léo Ferré : je parle pour dans dix siècles, (avec Alain Wodraska), éditions Didier Carpentier, 2003.
- Guide de l'amateur de vins naturels : vignerons et adresses parisiennes, Jean-Paul Rocher éditeur, 2004.
- Guide de l'amateur de vins naturels : vignerons et adresses en France, Jean-Paul Rocher éditeur, 2005, Prix du meilleur guide des vins du Gourmand World Cookbook Awards.
- La Bible des gourmets : 3000 adresses où trouver les meilleurs produits, préface de Yves Camdeborde, Manitoba/Les Belles Lettres, 2005.
- La Mise à mort de Jean-Edern Hallier, (avec Christian Lançon), préface de Laurent Hallier, Presses de la Renaissance, 2006[7],[8].
- Rock la Casbah, avec Rachid Taha, Flammarion, 2008[9].
- Les Nœuds de Ronald Laing (hommage à Antonin Artaud, "le suicidé de la société"), Les Aubes rouges, 2012.
- Délices et Subversion. Souvenirs et réflexions d'un sybarite libertaire, Le Flâneur des Deux Rives, 2014.
- J'aurais voulu les sauver tous. Histoire d'une famille juive autrichienne victime de la lâcheté française et de la barbarie nazie, In Memoriam, 2014.
- Les Chants d'oiseaux sont provisoires. Fragments de réflexions sur la vie éphémères, Le Flâneur des Deux Rives, 2015. Réédition revue et augmentée en 2023 sous le titre de Même les chants d'oiseaux sont provisoires.
- QI 161, le calvaire d'un homme bien trop intelligent, suivi du Journal d'un hyperphrène, La Litote, 2015.
- Pourquoi je ne suis pas Charlie ?… (Parce que je suis Hara-Kiri), À Contre-Courant (coll. "Hors commerce"), 2016.
- Ad hominem 1. De quelques billevesées pourfendeuses de hasards tristes, Le Flâneur des Deux Rives, 2016.
- Les Aubes rouges m'importent autant que l'étincelle de vie qui les embrase, Le Temps des C(e)rises, 2016, 2017.
- Est-ce que ce monde est sérieux ? (Les Aubes rouges 2), Le Temps des C(e)rises, 2016, 2017.
- Nuire à la bêtise ordinaire, Le Flâneur des Deux Rives, 2017.
- Bobor Fato. Réflexions et souvenirs épars d'un monanarchiste, Le Flâneur des Deux Rives, 2017.
- Brassens, l'anar en charentaises, Le Flâneur des Deux Rives, 2017 (Nouvelle édition revue et augmentée, 2021).
- Louis-Ferdinand Céline, un salaud de génie, Le Flâneur des Deux Rives, 2017.
- C'est ma tournée (Exercices d'admiration dans mon bistrot préféré), Volume 1 : Apollinaire, Aragon, Arletty, Artaud, Barthes, Baudelaire, Benjamin, Bizot, Blanche, Bloy, Brassens, Campion, Carax/Binoche, Céline, Le Flâneur des Deux Rives, 2018.
- Guy Hocquenghem, l'archange révolté, Le Flâneur des Deux Rives, 2018.
- Mai-68, ou La métaphore désenchantée, Le Temps des C(e)rises/AnArké, 2018.
- Fesses d'huître. Donner aux tristesses usuelles une tournure insolite, Le Flâneur des Deux Rives, 2018.
- Michel Simon, le réfractaire absolu, Le Flâneur des Deux Rives, 2018.
- Ça, c'est du dialogue. Fesses d'huître 2, Le Flâneur des Deux Rives, 2018.
- Dictionnaire jubilatoire, non exhaustif et parfois facétieux de mots sélectionnés dans la langue française et à l'usage des Bienheureux, La Litote, 2019.
- Michel Foucault, généalogiste de Friedrich Nietzsche, ou la question de la vérité, La Litote, 2019.
- Nietzsche l'intempestif, Le Flâneur des Deux Rives, 2019, 416 pages.
- Wilhelm Apollinaris Albert Vladimir de Kostrowitzky, dit Guillaume Apollinaire, Le Flâneur des Deux Rives, 2019.
- Scolies/Scories. Journal d'un hyperphrène IV, Le Flâneur des Deux Rives, 2019.
- Comment s'exerce le pouvoir. Une lecture de "Sur le théâtre des marionnettes" de Kleist, La Litote, 2019.
- Jean Galtier-Boissière, le pacifiste libertaire, Le Flâneur des Deux Rives, 2019.
- Apories. Journal d'un philo-cognitif hyperphrène V, Le Flâneur des Deux Rives, 2020.
- Philosophades I, Le Flâneur des Deux Rives, 2020.
- Du surdouement, de l'hyperphrénie, de la philo-cognition et autres tares, Epimetheus, 2020.
- Philosophades II, Le Flâneur des Deux Rives, 2020.
- Paul Léautaud, "écrivain français, 1872-1956", Le Flâneur des Deux Rives, 2021.
- Philosophades III, Le Flâneur des Deux Rives, 2021.
- De la crise du Covid-19 comme symptôme…, Epiméthéus, septembre 2021.
- L'interminable ombre de la Mort. Poems for Emily (14 poèmes en hommage à Emily Dickinson), Feuilles d'Herbes, décembre 2021.
- Reiser, l'anar rigolard... et politiquement incorrect, Le Flâneur des Deux Rives, 2022.
- Remarques sur "Regards sur le monde actuel" de Paul Valéry, 1931, 2022.
- Et en même temps. Etc. Du politique et de bien d'autres choses, Le Flâneur des Deux Rives, 2022.
- Souvenirs & Réflexions d'un philo-gastrosophe, Les Flânerie essentielles, 2022.
- Mes adresses Gourmets-Gourmandes, Les Flâneries essentielles, 2022.
- Du bon pinard… pas trafiqué, Les Flâneries essentielles, 2022.
- Philosophades IV, Le Flâneur des Deux Rives, 2023.
- Cioran, le Diable apatride de Transylvanie ou l'Exilé métaphysique, Le Flâneur des Deux Rives, 2023.
- Le Philogelôs. Palimpsestes, Brouillaminis et autres Psittacismes, Le Flâneur des Deux Rives, 2024.
- Philosophades V, suivi de Le sentiment d'être tout et l'évidence de n'être rien, Le Flâneur des Deux Rives, 2024.
- Le Philogelôs 2, Le Flâneur des Deux Rives, 2024.
- Déambulations philosophiques, suivi de Rodomontades, Le Flâneur des Deux Rives, 2024.
- Petites réflexions entre amis, Le Flâneur des Deux Rives, 2024.

## Participation à diverses publications
- Le Monde libertaire (1967-1972)
- Action (1968)
- La Chouette de mai (1968)
- La Rue (1968-1970)
- Marge (1969)
- Passer Outre (1969-1970)
- Actuel (1970)
- Hara Kiri hebdo et Charlie Hebdo  (1970-1971)
- Libération (1973-1974)
- Spirales (1975-1976)
- La Revue de l'enseignement philosophique (1975-1977)
- L'Idiot international (1989-1993)
- Paris Match (1993)
- Lui (1993-1995)
- Arts (1994)
- Valeurs de l'Art (1995-1997)
- Réchauffer la Banquise (2002)